# Pseudokarst

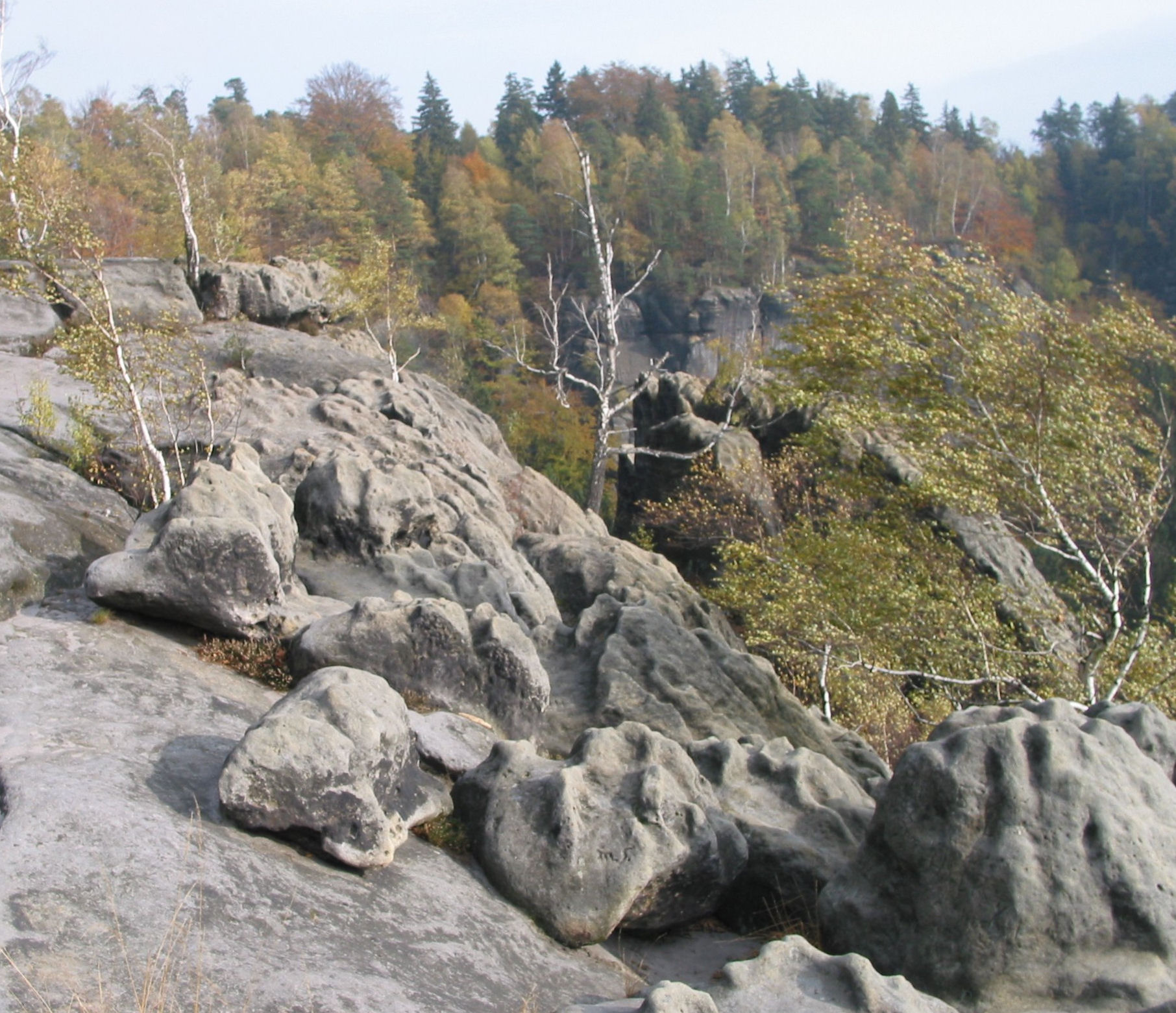
Karrenbildungen in Sandstein der Oberkreide der Sächsischen Schweiz

Als Pseudokarst bezeichnet man geomorphologische Erscheinungen oder Teile einer Landschaft, die Eigenschaften oder Merkmale einer Verkarstung aufweisen, obwohl die sie aufbauenden Gesteine wie etwa Sandstein, Quarzit oder Granit als kaum verkarstungsfähig angesehen werden. Die Abgrenzung des Pseudokarsts gegenüber „echtem“ Karst in Karbonatgesteinen (Kalkstein und Dolomit) auf der einen Seite und nicht durch Verkarstung entstandenen Landschaftsformen auf der anderen ist umstritten.

## Begriffsbildung
Der Begriff Pseudokarst spielt darauf an, dass es sich um eine Landschaftsform handelt, die der in einem Karstgebiet ähnelt, obwohl die gesteinsbildenden Minerale oder bodenbildende Sedimente nicht oder kaum löslich sind. Während der Karstbegriff ursprünglich nur für Landschaften verwendet wurde, die durch Lösung von Kalkstein und Dolomit durch kohlensaures Wasser geformt werden, erfuhr dieser später eine Erweiterung auf Anhydrit/Gips und Salzgesteine, da diese ebenfalls relativ leicht wasserlöslich sind. Da aber in einigen Landschaften, wo die Gesteine oder bodenbildenden Sedimente nicht diese Lösungsfähigkeit besitzen, ähnliche oder gleiche Merkmale zu beobachten sind, etablierte sich für diese Gebiete der Begriff Pseudokarst. Ein kurzer Abriss der Geschichte des Begriffes findet sich u. a. in einem Artikel von István Eszterhás:
- Die erste bekannte Verwendung geht auf Walther von Knebel in seiner „Höhlenkunde mit Berücksichtigung der Karstphänomene“ aus dem Jahr 1906 zurück.
- Eine Klassifizierung der Pseudokarsterscheinungen in Löss- und Tonsedimenten wurde von F. P. Savarenskij 1931 durchgeführt.
- Insbesondere russische und italienische Forscher arbeiten und publizieren Mitte des 20. Jahrhunderts auf diesem Gebiet unter Verwendung des Begriffs, später auch böhmische Geologen.

Heute werden gelegentlich auch Thermokarst, Kluft- und Einsturzhöhlen (darunter die Konsequenzhöhlen, die durch Verbruch aus ehemals künstlichen Hohlräumen entstehen) und Lavahöhlen unter dem Oberbegriff Pseudokarst beschrieben. Einige Autoren gruppieren ausschließlich solche nicht durch Lösungsprozesse entstandenen Formen in den Pseudokarst, während durch Lösung etwa in Gipsgesteinen, Quarziten und vulkanischen Tuffen entstandene Formen als Parakarst bezeichnet werden. Andere Forscher grenzen Karstformen nach dem vorherrschenden Gestein vom klassischen Karst ab, so etwa Sandsteinkarst oder Quarzitkarst.
Die Diskussion der Einordnung solcher Erscheinungen in „echten Karst“ und „Pseudokarst“ ist weiterhin im Fluss. Eingebürgert hat sich als zentrales Merkmal zur Unterscheidung die Rolle der Lösung bei der Landschaftsentstehung.

## Entstehung und Merkmale
Alle Gesteine unterliegen in der Natur durch unterschiedliche Beanspruchungen der Zerstörung. An der Erdoberfläche und in unmittelbarer Nähe wirken hier insbesondere die Kräfte der Erosion. Lösungserscheinungen wie Korrosion setzen eine entsprechende Löslichkeit in Wasser voraus. Zwar sind grundsätzlich alle Minerale und damit die aus ihnen bestehenden Gesteine lösungsfähig, jedoch gibt es zwischen diesen ganz erhebliche Unterschiede in den Lösungsgeschwindigkeiten, den lösbaren Mengen pro Liter Wasser und den Lösungsbedingungen. So gelten z. B. Basalt, Quarzit und Granit vereinfacht als nicht oder kaum löslich, während Gipsgestein leicht löslich ist.

## Erscheinungsformen
Im Pseudokarst lassen sich alle Erscheinungsformen beobachten, die auch im Karst zu finden sind: Dolinen, Erdfälle, Bachversickerungen und Ponore, Schlundlöcher und unterirdische Entwässerung, Karren, Höhlen usw. Die Entstehung dieser Formen erfolgt jedoch überwiegend durch Tektonik, Erosion, Suffosion usw. Lösungsprozesse finden mitunter ebenfalls statt, spielen aber eine untergeordnete Rolle. Dennoch gibt es partiell auch Lösungsprozesse außerhalb des Karstes. So finden sich auch im Granit exogene Formen, die auf Lösungserscheinungen hinweisen. In Höhlen in Sandstein oder Quarzit, wie zum Beispiel dem Muchimuk-Höhlensystem und anderen Höhlen der südamerikanischen Tepuis, lassen sich ebenfalls durch Lösung verursachte, korrosive Erscheinungsformen (Lösungshohlformen, Höhlensinter) wie auch durch Ausfällung entstandene Speläotheme nachweisen. Unklar ist in vielen Fällen, ob Lösungserscheinungen der auslösende Prozess der Höhlenbildung ist, oder ob die Lösung nur eine untergeordnete, sekundäre Rolle spielt.

## Forschung
1982 veranstalteten tschechische Höhlen- und Karstforscher erstmals ein eigenständiges Pseudokarst-Symposium. Seit dieser Zeit finden diese Symposien in Europa auf internationaler Ebene aller zwei Jahre statt, zuletzt 2015 in Kunčice pod Ondřejníkem (Tschechische Republik). Die für 2020 geplante Veranstaltung in Świętokrzyskie in Zentralpolen wurde abgesagt. Seit 1997 besitzt die Weltvereinigung der Höhlenforscher UIS eine eigenständige Kommission für den Pseudokarst.

## Weiterführende Literatur
- Barbara Sponholz: Karsterscheinungen in nichtkarbonatischen Gesteinen der östlichen Republik Niger. In: Würzburger Geographische Arbeiten. 75. Würzburg 1989, ISSN 0510-9833, urn:nbn:de:bvb:20-opus-53755 (Zugl.: Würzburg, Univ., Diss., 1988).
- Robert A. L. Wray: Quartzite dissolution: karst or pseudokarst? In: Cave and Karst Science. Band 24, Nr. 2, 1997, ISSN 0263-760X, S. 81–86 (cavescience2-cloud.bcra.org.uk [PDF; 33,0 MB] Neuveröffentlichung bei Speleogenesis and Evolution of Karst Aquifers. 2003 (2), ISSN 1814-294X, S. 1–9, speleogenesis.info [PDF; 87 kB]).
- Luc Willems: Phénomènes karstiques en roches silicatées non carbonatées: cas des grès, des micaschistes, des gneiss et des granites en Afrique sahélienne et équatoriale. Dissertation Université de Liège, 2000 (Kurzfassung; Indexseite der Komplettversion [PDF; 309 kB] Umfassende Diskussion von Sandsteinkarst und terminologischen Fragen in diesem Zusammenhang).